# Pallamano al XIV Festival olimpico estivo della gioventù europea
Le competizioni di pallamano al XIV Festival olimpico estivo della gioventù europea si sono svolte dal 24 al 29 luglio 2017 a Győr, in Ungheria

## Podi

### Ragazzi
| Evento                     | Oro      | Argento  | Bronzo  |
| Torneo maschile (dettagli) | Germania | Slovenia | Croazia |

### Ragazze
| Evento                      | Oro      | Argento | Bronzo    |
| Torneo femminile (dettagli) | Ungheria | Romania | Danimarca |